# Грозний (Кіровське сільське поселення)
Грозний (рос. Грозный; адиг. Пхъашэ) — хутір Майкопського району Адигеї Росії. Входить до складу Кіровського сільського поселення.
Населення — 417 осіб (2015 рік).